# Truesoul Records
Truesoul Records är ett svenskt skivbolag grundat av Adam Beyer som släpper technomusik. På Truesoul släpper Adam lite lugnare techno mer gjord för musiken än för att fungera på dansgolven till skillnad från hans andra skivbolag Drumcode och Mad Eye.
Några av artisterna som släppt musik på bolaget är Cari Lekebusch, Eric Prydz, Henrik B och Özgür Can.